# Finále Grand Prix IAAF 2000
16. Finále Grand Prix IAAF – lehkoatletický závod, který se odehrál 5. října roku 2000 v Dauhá na stadionu Chalífův mezinárodní stadion. 

## Výsledky

### Muži
| Disciplína     | 1. místo          | Výkon   | 2. místo                | Výkon   | 3. místo        | Výkon   |
| Běh na 100 m   | Darren Campbell   | 10,25   | Tim Montgomery          | 10,27   | Gregory Saddler | 10,41   |
| Běh na 400 m   | Mark Richardson   | 45,20   | Sanderlei Claro Parrela | 45,25   | Greg Haughton   | 45,85   |
| Běh na 1500 m  | Noah Ngeny        | 3:36,62 | Bernard Lagat           | 3:36,88 | Kevin Sullivan  | 3:37,16 |
| Běh na 3000 m  | Luke Kipkosgei    | 7:46,21 | Ali Saïdi-Sief          | 7:47,16 | Sammy Kipketer  | 7:47,31 |
| 400 m překážek | Angelo Taylor     | 48,14   | Hadi Soua'an Al-Somaily | 48,18   | Samuel Matete   | 48,71   |
| Trojskok       | Jonathan Edwards  | 17,12 m | Rostisław Dimitrow      | 17,11 m | Onochie Achike  | 16,49 m |
| Skok vysoký    | Vjačeslav Voronin | 2,32 m  | Nathan Leeper           | 2,30 m  | Dragutin Topić  | 2,25 m  |
| Skok o tyči    | Tim Lobinger      | 5,70 m  | Nick Hysong             | 5,60 m  | Okkert Brits    | 5,60 m  |
| Hod kladivem   | Andrij Skwaruk    | 81,43 m | Kódži Murofuši          | 80,32 m | Karsten Kobs    | 79,22 m |
| Vrh koulí      | Andy Bloom        | 21,82 m | Adam Nelson             | 21,66 m | John Godina     | 21,51 m |

### Ženy
| Disciplína     | 1. místo               | Výkon   | 2. místo           | Výkon   | 3. místo                | Výkon   |
| Běh na 100 m   | Chryste Gaines         | 11,09   | Savatheda Fynes    | 11,10   | Żanna Pintusewicz-Block | 11,16   |
| Běh na 400 m   | Lorraine Grahamová     | 50,21   | Falilat Ogunkoya   | 50,61   | Charity Opara           | 50,85   |
| Běh na 1500 m  | Violeta Beclea-Szekely | 4:15,63 | Kutre Dulechaová   | 4:15,75 | Nouria Mérah-Benida     | 4:15,85 |
| Běh na 3000 m  | Sonia O'Sullivanová    | 8:52,01 | Leah Malot         | 8:52,73 | Sally Barsosiová        | 8:52,99 |
| 100 m překážek | Gail Deversová         | 12,85   | Glory Alozieová    | 12,94   | Delloreen Ennis-London  | 12,96   |
| Skok daleký    | Heike Drechslerová     | 7,07 m  | Dawn Burrellová    | 6,99 m  | Niurka Montalvová       | 6,87 m  |
| Hod diskem     | Franka Dietzschová     | 65,41 m | Elina Zwierawa     | 63,96 m | Beatrice Faumuina       | 63,03 m |
| Hod oštěpem    | Sonia Bisset           | 65,87 m | Trine Hattestadová | 65,86 m | Osleidys Menéndezová    | 65,79 m |